# جرترود مارفن وليامز
جرترود مارفن وليامز (بالإنجليزية: Gertrude Marvin Williams) هي صحفية أمريكية، ولدت في 10 يوليو 1884، وتوفيت في 16 أبريل 1974.